# Roméo et Juliette : La Scène du tombeau
Roméo et Juliette : La Scène du tombeau, ou simplement Roméo et Juliette (en anglais Romeo and Juliet: The Tomb Scene, ou Romeo and Juliet), est un tableau de Joseph Wright of Derby achevé en 1790, exposé en 1790 et 1791, montré lors de l'exposition de Derby de 1839 au Mechanic's Institute et aujourd'hui visible au Derby Museum and Art Gallery. Le tableau illustre le talent réputé de Wright pour le clair-obscur. Il dépeint la scène du Roméo et Juliette de William Shakespeare où Juliette, agenouillée à côté du corps de Roméo, entend des pas et se saisit d'un couteau pour se tuer. C'est l'instant où elle prononce le vers : « Oui, du bruit ! Hâtons-nous donc ! Ô heureux poignard ! » (Yea, noise? Then I'll be brief. O happy dagger!)

## Histoire
L'idée du tableau fut exprimée par Wright en décembre 1776 quand il proposa de peindre « Juliette s'éveillant dans le tombeau. » John Boydell accepta de lui en faire commande pour sa Shakespeare Gallery. Toutefois l'œuvre fut la cause d'une sévère dispute entre les deux hommes.
Wright découvrit que Boydell avait classé les peintres qu'il avait commissionnés en deux classes et que lui-même était rangé dans la seconde. Alors qu'il devait être payé 300 livres sterling par tableau, il fut blessé de découvrir que certains artistes en recevaient un millier. L'opposition de Wright tenait plus à l'atteinte portée à sa réputation qu'au manque à gagner.

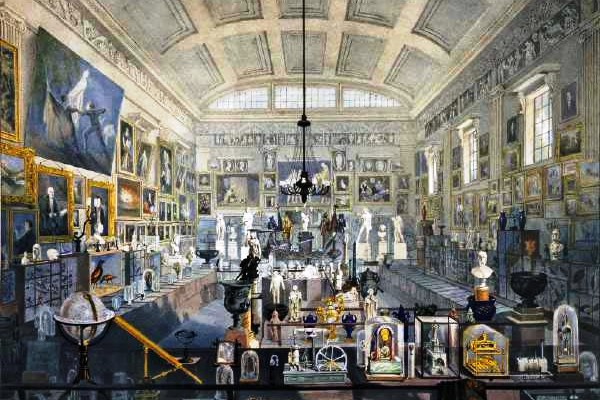
L'Exposition de Derby, de Samuel Rayner. Roméo et Juliette : la scène du tombeau est reconnaissable sur le mur du fond, vers la gauche.

Boydell resta intransigeant et bien que le Roméo et Juliette de Wright fût prêt à temps, c'est une peinture de La Tempête (aujourd'hui perdu) ainsi qu'une scène d'orage plus modeste tirée du Conte d'hiver qui constituèrent sa contribution à la galerie de Boydell. Le tableau considéré comme le meilleur des trois qu'il peignit pour la galerie demeura en la possession du peintre. C'est peut-être à la suite d'un autre désaccord que Boydell fit peindre par James Northcote une « scène du tombeau » de neuf pieds sur onze (environ 275 centimètres sur 335) qui fut très bien reçue par les visiteurs de la galerie.
Le tableau de Wright fut exposé à la Royal Academy en 1790, mais le peintre n'en fut pas satisfait, déclarant qu'il avait été mal accroché en raison de son arrivée tardive. En fait il se sentait dédaigné par l'Academy et fut très heureux d'exposer cinq tableaux à la Society of Artists de Grande-Bretagne. C'est dans ce cadre que le tableau fut présenté l'année suivante, après avoir été retouché par son auteur, sans pour autant parvenir à se vendre. On le retrouve chez Christie's en 1801, puis mis en vente à Derby en 1810, mais il ne trouve toujours pas preneur. On sait qu'il fit également partie d'une exposition organisée en 1839 au Mechanics' Institute de Derby : il apparaît dans le tableau que Samuel Rayner a consacré à cette exposition.
De nombreuses peintures parmi celles qui figurent dans le tableau de Rayner sont réputées provenir de la collection de Joseph Strutt, une grande partie des autres étant censées avoir rejoint la collection initiale du Derby Museum.
Mais Roméo et Juliette mit des années avant de parvenir à ce point. Acheté aux héritiers de Wright, il resta dans la famille Oakes de 1883 jusqu'à son rachat en 1901 par le Derby Museum pour 33 250 livres sterling.

## Description
Le tableau mesure environ 180 centimètres de haut sur 240 de large et illustre le talent réputé de Wright pour le clair-obscur. Il dépeint la scène du Roméo et Juliette de William Shakespeare où Juliette, agenouillée à côté du corps de Roméo, entend des pas et se saisit de la dague de Roméo,.
C'est l'instant où elle prononce le vers : « Oui, du bruit ! Hâtons-nous donc ! Ô heureux poignard ! », juste avant de se tuer.
Le Derby Museum possède également un croquis préparatoire de Wright qui montre les changements qu'il a apporté au tableau en déplaçant le sarcophage et sa niche vers la droite. Wright voulait accroître la place accordée au mur éclairé. L'allure de gladiateur de Juliette avec ses bras tendus attire le regard et le corps de Roméo a été comparé à celui du Tityos de Michel-Ange,. Juliette est la source de lumière principale de l'oeuvre, notamment grâce à sa robe blanche.